# Lista amerykańskich senatorów ze stanu Nevada
Lista amerykańskich senatorów ze stanu Nevada – senatorzy wybrani ze stanu Nevada.
Stan Nevada został włączony do Unii 31 października 1864 roku. Posiada prawo do mandatów senatorskich 1. i 3. klasy. Do 8 kwietnia 1913 roku (ratyfikowania 17. poprawki do Konstytucji) senatorowie byli wybierani przez stanowy parlament. Od tego czasu wybierani są w wyborach powszechnych.

## 1. Klasa
| Lp.   | Imię i nazwisko        | Imię i nazwisko | Od                | Do                | Partia               | Kadencja                                                                               | Uwagi |
| ----- | ---------------------- | --------------- | ----------------- | ----------------- | -------------------- | -------------------------------------------------------------------------------------- | --- |
| 1     | William Morris Stewart |                 | 1 lutego 1865     | 4 marca 1875      | Partia Republikańska | 1                                                                                      | Wybrany w 1865                                                                                                |
| 1     | William Morris Stewart | 2               | 1 lutego 1865     | 4 marca 1875      | Partia Republikańska | Reelekcja w 1869 Nie starał się o reelekcję w 1875                                     | |
| 2     | William Sharon         |                 | 4 marca 1875      | 4 marca 1881      | Partia Republikańska | 3                                                                                      | Wybrany w 1875                                                                                                |
| 3     | James Graham Fair      |                 | 4 marca 1881      | 4 marca 1887      | Partia Demokratyczna | 4                                                                                      | Wybrany w 1881 Przegrał wybory w 1887                                                                         |
| 4     | William Morris Stewart |                 | 4 marca 1887      | 4 marca 1905      | Partia Republikańska | 5                                                                                      | Wybrany w 1887                                                                                                |
| 4     | William Morris Stewart | 6               | 4 marca 1887      | 4 marca 1905      | Partia Republikańska | Reelekcja w 1893                                                                       | |
| 4     | William Morris Stewart | 7               | 4 marca 1887      | 4 marca 1905      | Partia Republikańska | Reelekcja w 1899 Nie starał się o reelekcję w 1905                                     | |
| 5     | George S. Nixon        |                 | 4 marca 1905      | 5 czerwca 1912    | Partia Republikańska | 8                                                                                      | Wybrany w 1905                                                                                                |
| 5     | George S. Nixon        | 9               | 4 marca 1905      | 5 czerwca 1912    | Partia Republikańska | Reelekcja w 1910 Zmarł w trakcie pełnienia urzędu w 1912                               | |
| Wakat | Wakat                  | Wakat           | 5 czerwca 1912    | 1 lipca 1912      |                      | 9                                                                                      | |
| 6     | William A. Massey      |                 | 1 lipca 1912      | 29 stycznia 1913  | Partia Republikańska | 9                                                                                      | Mianowany do kontynuowania kadencji w 1892 Przegrał w wyborach specjalnych o dokończenie kadencji w 1913      |
| 7     | Key Pittman            |                 | 29 stycznia 1913  | 10 listopada 1940 | Partia Demokratyczna | 9                                                                                      | Wybrany do dokończenia kadencji w wyborach specjalnych w 1913                                                 |
| 7     | Key Pittman            | 10              | 29 stycznia 1913  | 10 listopada 1940 | Partia Demokratyczna | Reelekcja w 1916                                                                       | |
| 7     | Key Pittman            | 11              | 29 stycznia 1913  | 10 listopada 1940 | Partia Demokratyczna | Reelekcja w 1922                                                                       | |
| 7     | Key Pittman            | 12              | 29 stycznia 1913  | 10 listopada 1940 | Partia Demokratyczna | Reelekcja w 1928                                                                       | |
| 7     | Key Pittman            | 13              | 29 stycznia 1913  | 10 listopada 1940 | Partia Demokratyczna | Reelekcja w 1934 Wybrany na kolejną kadencję w 1940, ale zmarł przed jej rozpoczęciem  | |
| Wakat | Wakat                  | Wakat           | 10 listopada 1940 | 27 listopada 1940 |                      | 13                                                                                     | |
| 8     | Berkeley L. Bunker     |                 | 27 listopada 1940 | 6 grudnia 1942    | Partia Demokratyczna | 13                                                                                     | Mianowany do dokończenia kadencji w 1940                                                                      |
| 8     | Berkeley L. Bunker     | 14              | 27 listopada 1940 | 6 grudnia 1942    | Partia Demokratyczna | Mianowany do rozpoczęcia kadencji Przegrał prawybory przed wyborami specjalnymi w 1942 | |
| 9     | James G. Scrugham      | 14              |                   | 6 grudnia 1942    | 23 czerwca 1945      | Partia Demokratyczna                                                                   | Wybrany do dokończenia kadencji w wyborach specjalnych w 1942 Zmarł w trakcie pełnienia urzędu w 1945         |
| Wakat | Wakat                  | Wakat           | 23 czerwca 1945   | 24 lipca 1945     |                      | 14                                                                                     | |
| 10    | Edward P. Carville     |                 | 24 lipca 1945     | 3 stycznia 1947   | Partia Demokratyczna | 14                                                                                     | Mianowany do dokończenia kadencji w 1945 Przegrał prawybory przed wyborami na pełną, 6-letnią kadencję w 1946 |
| 11    | George W. Malone       |                 | 3 stycznia 1947   | 3 stycznia 1959   | Partia Republikańska | 15                                                                                     | Wybrany w 1946                                                                                                |
| 11    | George W. Malone       | 16              | 3 stycznia 1947   | 3 stycznia 1959   | Partia Republikańska | Reelekcja w 1952 Przegrał wybory w 1958                                                | |
| 12    | Howard Cannon          |                 | 3 stycznia 1959   | 3 stycznia 1983   | Partia Demokratyczna | 17                                                                                     | Wybrany w 1958                                                                                                |
| 12    | Howard Cannon          | 18              | 3 stycznia 1959   | 3 stycznia 1983   | Partia Demokratyczna | Reelekcja w 1964                                                                       | |
| 12    | Howard Cannon          | 19              | 3 stycznia 1959   | 3 stycznia 1983   | Partia Demokratyczna | Reelekcja w 1970                                                                       | |
| 12    | Howard Cannon          | 20              | 3 stycznia 1959   | 3 stycznia 1983   | Partia Demokratyczna | Reelekcja w 1976 Przegrał wybory w 1982                                                | |
| 13    | Chic Hecht             |                 | 3 stycznia 1983   | 3 stycznia 1989   | Partia Republikańska | 21                                                                                     | Wybrany w 1982 Przegrał wybory w 1988                                                                         |
| 14    | Richard Bryan          |                 | 3 stycznia 1989   | 3 stycznia 2001   | Partia Demokratyczna | 22                                                                                     | Wybrany w 1988                                                                                                |
| 14    | Richard Bryan          | 23              | 3 stycznia 1989   | 3 stycznia 2001   | Partia Demokratyczna | Reelekcja w 1994 Nie starał się o reelekcję w 2000                                     | |
| 15    | John Ensign            |                 | 3 stycznia 2001   | 3 maja 2011       | Partia Republikańska | 24                                                                                     | Wybrany w 2000                                                                                                |
| 15    | John Ensign            | 25              | 3 stycznia 2001   | 3 maja 2011       | Partia Republikańska | Reelekcja w 2006 Zrezygnował w trakcie trwania kadencji w 2011                         | |
| Wakat | Wakat                  | Wakat           | 3 maja 2011       | 9 maja 2011       |                      | 25                                                                                     | |
| 16    | Dean Heller            |                 | 9 maja 2011       | 3 stycznia 2019   | Partia Republikańska | 25                                                                                     | Mianowany do dokończenia kadencji w 2011                                                                      |
| 16    | Dean Heller            | 26              | 9 maja 2011       | 3 stycznia 2019   | Partia Republikańska | Wybrany na pełną, 6-letnią kadencję w 2012 Przegrał wybory w 2018                      | |
| 17    | Jacky Rosen            |                 | 3 stycznia 2019   | nadal             | Partia Demokratyczna | 27                                                                                     | Wybrana w 2018                                                                                                |

## 3. Klasa
| Lp.   | Imię i nazwisko        | Imię i nazwisko | Od                  | Do                  | Partia               | Kadencja | Uwagi |
| ----- | ---------------------- | --------------- | ------------------- | ------------------- | -------------------- | --- | --- |
| 1     | James W. Nye           |                 | 1 lutego 1865       | 4 marca 1873        | Partia Republikańska | 1 | Wybrany w 1865 |
| 1     | James W. Nye           | 2               | 1 lutego 1865       | 4 marca 1873        | Partia Republikańska | Reelekcja w 1867 Przegrał wybory w 1873                                                                                             | |
| 2     | John P. Jones          |                 | 4 marca 1873        | 4 marca 1903        | Partia Republikańska | 3 | Wybrany w 1873 |
| 2     | John P. Jones          | 4               | 4 marca 1873        | 4 marca 1903        | Partia Republikańska | Reelekcja w 1879 | |
| 2     | John P. Jones          | 5               | 4 marca 1873        | 4 marca 1903        | Partia Republikańska | Reelekcja w 1885 | |
| 2     | John P. Jones          | 6               | 4 marca 1873        | 4 marca 1903        | Partia Republikańska | Reelekcja w 1891 | |
| 2     | John P. Jones          | 7               | 4 marca 1873        | 4 marca 1903        | Partia Republikańska | Reelekcja w 1897 Nie starał się o reelekcję w 1902                                                                                  | |
| 3     | Francis G. Newlands    |                 | 4 marca 1903        | 24 grudnia 1917     | Partia Demokratyczna | 8 | Wybrany w 1902 |
| 3     | Francis G. Newlands    | 9               | 4 marca 1903        | 24 grudnia 1917     | Partia Demokratyczna | Reelekcja w 1908 | |
| 3     | Francis G. Newlands    | 10              | 4 marca 1903        | 24 grudnia 1917     | Partia Demokratyczna | Reelekcja w 1914 Zmarł w trakcie pełnienia urzędu w 1917                                                                            | |
| Wakat | Wakat                  | Wakat           | 24 grudnia 1917     | 12 stycznia 1918    |                      | 10 | |
| 4     | Charles Henderson      |                 | 12 stycznia 1918    | 4 marca 1921        | Partia Demokratyczna | 10 | Mianowany do dokończenia kadencji w 1918 Wybrany do dokończenia kadencji w wyborach specjalnych w 1918 Przegrał wybory w 1920 |
| 5     | Tasker Oddie           |                 | 4 marca 1921        | 4 marca 1933        | Partia Republikańska | 11 | Wybrany w 1920 |
| 5     | Tasker Oddie           | 12              | 4 marca 1921        | 4 marca 1933        | Partia Republikańska | Reelekcja w 1926 Przegrał wybory w 1932                                                                                             | |
| 6     | Pat McCarran           |                 | 4 marca 1933        | 28 września 1954    | Partia Demokratyczna | 13 | Wybrany w 1932 |
| 6     | Pat McCarran           | 14              | 4 marca 1933        | 28 września 1954    | Partia Demokratyczna | Reelekcja w 1938 | |
| 6     | Pat McCarran           | 15              | 4 marca 1933        | 28 września 1954    | Partia Demokratyczna | Reelekcja w 1944 | |
| 6     | Pat McCarran           | 16              | 4 marca 1933        | 28 września 1954    | Partia Demokratyczna | Reelekcja w 1950 Zmarł w trakcie pełnienia urzędu w 1954                                                                            | |
| Wakat | Wakat                  | Wakat           | 28 września 1954    | 1 października 1954 |                      | 16 | |
| 7     | Ernest S. Brown        |                 | 1 października 1954 | 1 grudnia 1954      | Partia Republikańska | 16 | Mianowany do kontynuowania kadencji w 1954 Przegrał w wyborach specjalnych o dokończenie kadencji w 1954                      |
| 8     | Alan Bible             |                 | 2 grudnia 1954      | 17 grudnia 1974     | Partia Demokratyczna | 16 | Wybrany do dokończenia kadencji w wyborach specjalnych w 1954                                                                 |
| 8     | Alan Bible             | 17              | 2 grudnia 1954      | 17 grudnia 1974     | Partia Demokratyczna | Reelekcja w 1956 | |
| 8     | Alan Bible             | 18              | 2 grudnia 1954      | 17 grudnia 1974     | Partia Demokratyczna | Reelekcja w 1962 | |
| 8     | Alan Bible             | 19              | 2 grudnia 1954      | 17 grudnia 1974     | Partia Demokratyczna | Reelekcja w 1968 Nie starał się o reelekcję w 1974 Zrezygnował przed końcem kadencji, by wybrany następca mógł szybciej objąć urząd | |
| 9     | Paul Laxalt            |                 | 18 grudnia 1974     | 3 stycznia 1987     | Partia Republikańska | 19 | Mianowany do dokończenia kadencji, będąc już wcześniej wybrany na pełną, 6-letnią kadencję                                    |
| 9     | Paul Laxalt            | 20              | 18 grudnia 1974     | 3 stycznia 1987     | Partia Republikańska | Wybrany w 1974 | |
| 9     | Paul Laxalt            | 21              | 18 grudnia 1974     | 3 stycznia 1987     | Partia Republikańska | Reelekcja w 1980 Nie starał się o reelekcję w 1986                                                                                  | |
| 10    | Harry Reid             |                 | 3 stycznia 1987     | 3 stycznia 2017     | Partia Demokratyczna | 22 | Wybrany w 1986 |
| 10    | Harry Reid             | 23              | 3 stycznia 1987     | 3 stycznia 2017     | Partia Demokratyczna | Reelekcja w 1992 | |
| 10    | Harry Reid             | 24              | 3 stycznia 1987     | 3 stycznia 2017     | Partia Demokratyczna | Reelekcja w 1998 | |
| 10    | Harry Reid             | 25              | 3 stycznia 1987     | 3 stycznia 2017     | Partia Demokratyczna | Reelekcja w 2004 | |
| 10    | Harry Reid             | 26              | 3 stycznia 1987     | 3 stycznia 2017     | Partia Demokratyczna | Reelekcja w 2010 Nie starał się o reelekcję w 2016                                                                                  | |
| 11    | Catherine Cortez Masto |                 | 3 stycznia 2017     | nadal               | Partia Demokratyczna | 27 | Wybrana w 2016 |
| 11    | Catherine Cortez Masto | 28              | 3 stycznia 2017     | nadal               | Partia Demokratyczna | Reelekcja w 2022 | |